# Лінда Вілд
Лінда Вілд (англ. Linda Harvey Wild, нар. 11 лютого 1971) — колишня американська тенісистка. 
Здобула п'ять одиночних та п'ять парних титулів туру WTA.
Найвищу одиночну позицію світового рейтингу — 23 місце досягла у вересні 1996, парну — 17 місце — в липні 1996 року.
В складі збірної США здобула Кубок Федерації в 1996 році.
Завершила кар'єру 2000 року.

## Фінали турнірів WTA
| Легенда (Одиночний розряд) |
| -------------------------- |
| WTA Tour Championship (0)  |
| Tier I (0)                 |
| Tier II (2)                |
| Tier III (1)               |
| Tier IV (6)                |

### Одиночний розряд: 9 (5 титулів, 4 поразки)
| Результат | Ранг | Дата             | Турнір                                  | Покриття   | Опонент         | Рахунок       |
| --------- | ---- | ---------------- | --------------------------------------- | ---------- | --------------- | ------------- |
| Поразка   | 1.   | 15 червня 1992   | Eastbourne International, Great Britain | Трава      | Лорі Макніл     | 4–6, 4–6      |
| Поразка   | 2.   | 9 листопада 1992 | Indianapolis Tennis Classic 1992, США   | Тверде (i) | Гелена Сукова   | 4–6, 3–6      |
| Перемога  | 1.   | 26 липня 1993    | Сан-Хуан, Пуерто-Рико                   | Тверде     | Енн Гроссман    | 6–3, 5–7, 6–3 |
| Перемога  | 2.   | 27 вересня 1993  | Sapporo, Японія                         | Килим (i)  | Іріна Спирля    | 6–4, 6–3      |
| Поразка   | 3.   | 4 жовтня 1993    | Taipei, Тайвань                         | Тверде     | Ван Ші-тін      | 1–6, 6–7(4–7) |
| Поразка   | 4.   | 13 червня 1994   | Eastbourne, Great Britain               | Трава      | Мередіт Макґрат | 2–6, 4–6      |
| Перемога  | 3.   | 11 вересня 1995  | Nagoya, Японія                          | Килим (i)  | Сандра Клейнова | 6–4, 6–2      |
| Перемога  | 4.   | 25 вересня 1995  | China Open (теніс), КНР                 | Тверде     | Ван Ші-тін      | 7–5, 6–2      |
| Перемога  | 5.   | 8 квітня 1996    | Джакарта, Індонезія                     | Тверде     | Басукі Яюк      | w/o           |

### Парний розряд: 11 (5 титулів, 6 поразок)
| Результат | Ранг | Дата            | Турнір                                   | Покриття  | Партнер          | Опоненти                               | Рахунок            |
| --------- | ---- | --------------- | ---------------------------------------- | --------- | ---------------- | -------------------------------------- | ------------------ |
| Поразка   | 1.   | 2 березня 1992  | Мастерс Маямі, США                       | Тверде    | Кончіта Мартінес | Лариса Савченко-Нейланд Наташа Звєрєва | 2–6, 2–6           |
| Поразка   | 2.   | 20 вересня 1993 | Tokyo (Nichirei), Японія                 | Тверде    | Аманда Кетцер    | Ліза Реймонд Чанда Рубін               | 4–6, 1–6           |
| Перемога  | 1.   | 10 січня 1994   | Moorilla Hobart International, Австралія | Тверде    | Чанда Рубін      | Дженні Бірн Рейчел Макквіллан          | 7–5, 4–6, 7–6(7–1) |
| Перемога  | 2.   | 9 травня 1994   | ECM Prague Open, Чехія                   | Ґрунт     | Аманда Кетцер    | Крісті Богерт Лаура Голарса            | 6–4, 3–6, 6–2      |
| Поразка   | 3.   | 31 жовтня 1994  | Tournoi de Québec, Канада                | Килим (i) | Чанда Рубін      | Елна Рейнах Наталі Тозья               | 4–6, 3–6           |
| Поразка   | 4.   | 27 лютого 1995  | San Juan, Пуерто-Рико                    | Тверде    | Лаура Голарса    | Карін Кшвендт Рене Сімпсон             | 2–6, 6–0, 4–6      |
| Перемога  | 3.   | 8 травня 1995   | Прага, Чехія                             | Ґрунт     | Чанда Рубін      | Марія Ліндстрем Марія Страндлунд       | 6–7(3–7), 6–3, 6–2 |
| Поразка   | 5.   | 18 вересня 1995 | Tokyo (Nichirei), Японія                 | Тверде    | Аманда Кетцер    | Ліндсі Девенпорт Мері Джо Фернандес    | 3–6, 2–6           |
| Перемога  | 4.   | 25 вересня 1995 | Пекін, КНР                               | Тверде    | Клаудія Порвік   | Ван Ші-тін Стефані Роттьєр             | 6–1, 6–0           |
| Перемога  | 5.   | 10 червня 1996  | Birmingham Classic, Great Britain        | Трава     | Елізабет Смайлі  | Лорі Макніл Наталі Тозья               | 6–3, 3–6, 6–1      |
| Поразка   | 6.   | 9 червня 1997   | Birmingham, Great Britain                | Трава     | Наталі Тозья     | Катріна Адамс Лариса Савченко-Нейланд  | 2–6, 3–6           |